# Un clone encombrant
Pour les articles homonymes, voir Frères d'armes (homonymie).
 (février 2024).
Si vous disposez d'ouvrages ou d'articles de référence ou si vous connaissez des sites web de qualité traitant du thème abordé ici, merci de compléter l'article en donnant les références utiles à sa vérifiabilité et en les liant à la section « Notes et références ».
Un clone encombrant (titre original en anglais : Brother in Arms) est un roman de science-fiction de l'écrivain américain Lois McMaster Bujold, paru en 1989. Il constitue le onzième volet de la Saga Vorkosigan suivant l'ordre chronologique de  celle-ci.
Les éditions J'ai lu ont réédité l'intégralité de la Saga Vorkosigan dans des traductions révisées. Le roman Un clone encombrant a été renommé à sa réédition en 2013 en Frères d’armes.

## Éditions
- Brother in Arms, Baen Books, 1989
- Un clone encombrant, J'ai lu, Coll. « Science-Fiction », no 3925, 1995, traduction de Paul Benita  (ISBN 2-277-23925-9)
- Un clone encombrant, J'ai lu, Coll. « Science-Fiction », no 3925, 2004, traduction de Paul Benita  (ISBN 2-290-34641-1)
- Frères d’armes, in recueil La Saga Vorkosigan : Intégrale - 3, J'ai lu, Coll. « Nouveaux Millénaires », 2013, traduction de Paul Benita révisée par Sandy Julien  (ISBN 978-2290029237)